# 465 TCN
465 TCN là một năm trong lịch La Mã.